# Volkswagen Country Buggy

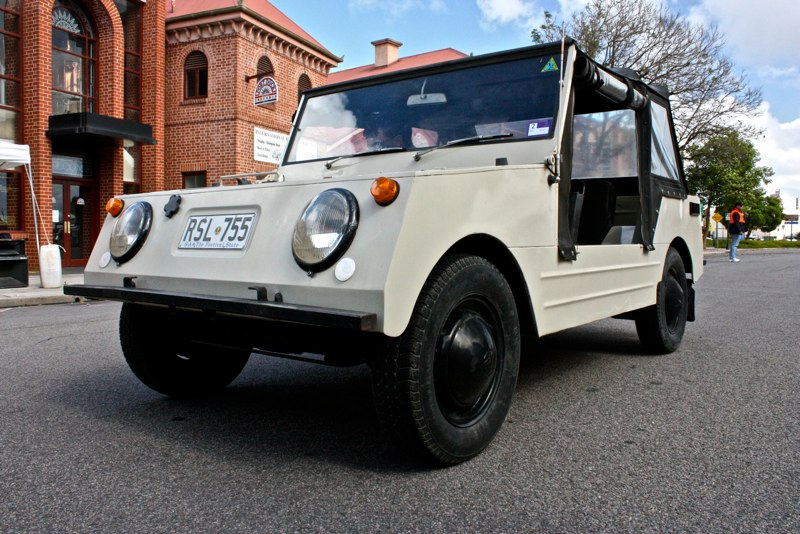
Volkswagen Country Buggy.

Volkswagen Country Buggy ,Typnummer 197, är en bil tillverkad och designad i Australien. Tillverkningen pågick under åren 1968-1970.
Totalt producerades 1956 bilar och 400 CKD-kit för export till Filippinerna, där den färdiga modellen hette "Sakbayan" 
Bilen var byggd på bottenplattan till VW typ 1, men med Typ II:s bärarmar fram och bak, och med nerväxlingshus bak för att öka markfrigången. Bilen levererades med en motor på 1300 cm³ . Som alternativt val fanns en motor på 1200 cm³ .